# معركة قناة بانكوساي
معركة بانكوساي (الفلبينية: Labanan sa Ilog Bangkusay) (بالإسبانية: Batalla de Bangkusay)‏، في 3 يونيو 1571، كان اشتباك بحري تميز بالمقاومة الأخيرة من قبل السكان المحليين لاحتلال الإمبراطورية الإسبانية واستعمار دلتا نهر باسيج، والتي كانت موقعًا للسياسيين الأصليين في مانيلا وتوندو.
رفض طارق سليمان، رئيس ماكابيبي، التحالف مع الإسبان وقرر شن هجوم على قناة بانكوساي على القوات الإسبانية، بقيادة ميغيل لوبيز دي ليغازبي. هُزمت قوات سليمان، وقتل القائد. فوز الاسبان في بانكوساي وتحالف ليغازبي مع لاكاندولا حاكم توندو مكن الإسبان لإثبات وجودهم في جميع أنحاء المدينة والبلدات المجاورة لها.

## خلفية
كان ميغيل لوبيز دي ليغازبي يبحث عن مكان مناسب لتأسيس العاصمة الاستعمارية الإسبانية بعد أن أجبره القراصنة البرتغاليون على مغادرة سيبو أولاً ثم إلويلو. في عام 1570، اكتشف مارتن دي غويتي والكابتن خوان دي سالسيدو، مع تناقص مخزون الغذاء، مملكة غنية في لوزون ورأوا إمكاناتها. قام دي جويتي بالرسو في كاويته، وحاول ترسيخ سلطته عن طريق إرسال رسالة صداقة إلى مانيلا. راجا سليمان، حاكمها، كان على استعداد لقبول الصداقة التي قدمها الأسبان، لكنه لم يرغب في الخضوع لسيادته. هكذا أعلن سليمان الحرب. نتيجة لذلك، قام دي جويتي وجيشه بمهاجمة مانيلا في يونيو 1570. بعد قتال شجاع، أجبر سليمان ورجاله على الفرار بصعوبة. بعد مغادرة الإسبان، عاد السكان الأصليون.
في عام 1571، عاد الأسبان بكامل قوتهم المؤلفة من 280 إسبانيًا و 600 من الحلفاء الأصليين، هذه المرة بقيادة ليغازبي نفسه. عند رؤية الإسبان يقتربون أشعل السكان الأصليون المدينة النار وهربوا إلى توندو. احتل الأسبان أنقاض مانيلا وأقاموا مستوطنة هناك. في 19 مايو 1571، أعطى ليغاسبي لقب للمدينة «مستعمرة مانيلا». تم التصديق على اللقب في 19 يونيو 1572.
رفض أحد زعماء شعب كابامبانجان من قبيلة ماكابيبي، المعروف لاحقًا باسم طارق سليمان، الخضوع للإسبان، وبعد فشله في الحصول على دعم زعماء قبيلة مانيلا وتوندو (لاكاندولا، ماتاندا) والمستوطنات القديمة المجاورة لمقاطعة بولاكان الحالية. معظمهم هاجنوي، بولاكان، جمعوا قوة مؤلفة من محاربي بولاكان وكابامبانجان.

## معركة
في 3 يونيو 1571، قاد طارق سليمان، بدعم من راجا سليمان، قواته إلى أسفل نهر بامبانغا وخاض المعركة في خليج بانكوساي، قبالة ميناء توندو.
أمرت السفن الإسبانية، بقيادة مارتن دي جويتي، بتثبيتها اثنين تلو الآخر مما خلق تشكيل كتلة صلبة والتي بدا أنها هدف سهل. تم إغراء السفن الحربية الأصلية بهذا الخداع وأحاطوا بالإسبانية. أطلق الأسبان، المحاطون بالقوارب المحلية، النار وتناثر الأسطول الأصلي. 
يُعرَّف أحيانًا الرئيس الذي توفي في بانكوساي بأنه راجا سليمان من راجات مانيلا، المعاصر في لاكاندولا. ومع ذلك، فمن الواضح في السجلات الإسبانية أن راجا سليمان كان قادرًا على النجاة من المعركة بالهروب إلى بامبانجا وكان قائد كابامبانجان المجهول الهوية، والمعروف باسم طارق سليمان، هو الذي سقط في المعركة. 

## ما بعد الكارثة
تمكن ليغاسبي من إنشاء حكومة بلدية لمدينة مانيلا في 24 يونيو 1571، والتي أصبحت في نهاية المطاف عاصمة لمستعمرة جزر الهند الشرقية الإسبانية بأكملها ثم عاصمة الفلبين.
كان عدد سكان المدينة الأولي حوالي 250.